# نخود درة
نخود درة هي قرية في مقاطعة تكاب، إيران. يقدر عدد سكانها بـ 66 نسمة بحسب إحصاء 2016.